# فرنسيس باركر شيبرد
فرنسيس باركر شيبرد (بالإنجليزية: Francis Parker Shepard)‏ هو جيولوجي أمريكي، ولد في 10 مايو 1897 في ماربلهيد في الولايات المتحدة، وتوفي في 25 أبريل 1985 في لاهويا في الولايات المتحدة.

## وصلات خارجية
- فرنسيس باركر شيبرد على موقع الموسوعة البريطانية (الإنجليزية)